# Frauen Judo Bundesliga
Die Frauen Judo Bundesliga ist die höchste Wettkampfklasse für Frauen-Judo-Mannschaften in Österreich. Sie wird vom Österreichischen Judoverband ausgerichtet.
Ab 2023 erhält das Siegerteam wieder den Titel „Österreichischer Staatsmeister Frauenmannschaften 20xx“.

## Struktur
Seit 2022 wird die Frauen Judo Bundesliga in zwei Runden ausgetragen. Während dieser zwei Termine kämpft jedes Team gegen jedes andere Team.
Der Meister und der Vizemeister wird aus den vier Erstplatzierten des Grunddurchganges im Rahmen des FINAL FOUR ermittelt.

## Kampfmodus
Eine Ligabegegnung besteht aus einem Durchgangen, indem sechs Kämpfen in den Gewichtsklassen +44–48 kg, +48–52 kg, +52–57 kg, +57–63 kg +63–70 kg, +70 kg gekämpft werden. Die Kämpfe werden nach aufsteigenden Gewicht ausgetragen. 

## Geschichte
Bis 2014 wurden die Österreichischen Damenmannschafts-Staatsmeisterschaften in Turnierform ausgetragen. 2015 konnte kein Staatsmeistertitel verliehen werden, da nur fünf Mannschaften teilnahmen und so die Mindestanforderungen der Österreichischen Bundes-Sportorganisation nicht erfüllt werden konnten.
Um den Damen-Judosport wieder aufzuwerten, entschied man sich dazu, nach dem Vorbild der Ersten Bundesliga der Männer mit der Saison 2016/17 eine Damen-Judo-Bundesliga einzuführen. Der erste Meister der Damenbundesliga ist Shiai-Do Thermenregion.
Im Jahr 2022 wurde die Größe der Bundesliga von drei Mannschaften auf neun aufgestockt.
| UJZ Mühlviertel |

| ASKÖ Reichraming |

| SU Leibnitz |

| Stadlau Samurai |

| Galaxy Klosterneuburg |

| Team Steiermark |

| PSV-Flachgau |

| ESV Bischofshofen |

## Sieger
| Saison | Name              | 1.                      | 2.                     | 3.                                    | MVP **              | Quelle                      |
| ------ | ----------------- | ----------------------- | ---------------------- | ------------------------------------- | ------------------- | --------------------------- |
| 2025   | Frauen Bundesliga |                         |                        |                                       |                     | [ 10 ]                      |
| 2024   | Frauen Bundesliga | UJZ Mühlviertel         | Team Samurai-Stadlau   | SU Leibnitz                           | Verena Hiden        | [ 12 ] [ 13 ]               |
| 2024   | Frauen Bundesliga | UJZ Mühlviertel         | Team Samurai-Stadlau   | ASKÖ Reichraming                      | Jacqueline Springer | [ 12 ] [ 13 ]               |
| 2023   | Frauen Bundesliga | ESV Sanjindo            | UJZ Mühlviertel        | SU Leibnitz                           | Lisa Dengg          | [ 15 ]                      |
| 2023   | Frauen Bundesliga | ESV Sanjindo            | UJZ Mühlviertel        | ASKÖ Reichraming                      | Lisa Dengg          | [ 15 ]                      |
| 2022   | Damen-Bundesliga  | JC Wimpassing           | ESV Sanjindo           | WKG Flachgau -Burgkirchen-Dynamic One | Michaela Polleres   | [ 17 ] [ 18 ]               |
| 2021   | Damen-Bundesliga  | JC Wimpassing           | ESV Sanjindo           | Team Wien ***                         |                     | [ 19 ] [ 20 ]               |
| 2020   | abgesagt *        | abgesagt *              | abgesagt *             | abgesagt *                            | abgesagt *          | [ 21 ]                      |
| 2019   | Damen-Bundesliga  | JC Wimpassing           | Team Wien ***          | ESV Sanjindo                          |                     | [ 22 ] [ 23 ]               |
| 2018   | Damen-Bundesliga  | JC Wimpassing           | café+co Wien ***       | JT SHIAI-DO                           |                     | [ 24 ] [ 25 ]               |
| 2018   | Damen-Bundesliga  | JC Wimpassing           | café+co Wien ***       | ESV Sanjindo                          |                     | [ 24 ] [ 25 ]               |
| 2017   | Damen-Bundesliga  | JT SHIAI-DO             | café+co Wien 1 ***     | UJZ Mühlviertel                       |                     | [ 26 ]                      |
| 2017   | Damen-Bundesliga  | JT SHIAI-DO             | café+co Wien 1 ***     | ESV Sanjindo                          |                     | [ 26 ]                      |
| 2016   | Damen-Bundesliga  | JC Vienna Samurai       | ESV Sanjindo           | JT SHIAI-DO                           |                     | [ 27 ] [ 28 ]               |
| 2015   | ÖMM der Frauen    | JC Vienna Samurai       | UJZ Mühlviertel        | WAT Stadlau                           |                     | [ 29 ] [ 30 ]               |
| 2014   | ÖMM der Frauen    | JC Vienna Samurai       | SV Gallneukirchen      | UJZ Mühlviertel                       |                     | [ 31 ] [ 32 ] [ 33 ]        |
| 2014   | ÖMM der Frauen    | JC Vienna Samurai       | SV Gallneukirchen      | Shiaido Wr. Neudorf                   |                     | [ 31 ] [ 32 ] [ 33 ]        |
| 2013   | ÖMM der Frauen    | JC Vienna Samurai       | WAT Stadlau            | Shiaido Wr. Neudorf                   | Hilde Drexler       | [ 34 ] [ 35 ] [ 36 ]        |
| 2012   | ÖMM der Frauen    | JZ Innsbruck            | UJZ Mühlviertel        | JU Pinzgau                            |                     | [ 37 ] [ 38 ]               |
| 2012   | ÖMM der Frauen    | JZ Innsbruck            | UJZ Mühlviertel        | Galaxy Tigers                         |                     | [ 37 ] [ 38 ]               |
| 2011   | ÖMM der Frauen    | JC Vienna Samurai       | UJZ Mühlviertel        | Sandokan Galaxy                       |                     | [ 39 ] [ 40 ]               |
| 2010   | ÖMM der Frauen    | JC Vienna Samurai       | LZ Wels                | UJZ Mühlviertel                       |                     | [ 41 ] [ 42 ] [ 43 ]        |
| 2009   | ÖMM der Frauen    | LZ Wels                 | JZ Innsbruck           | UJZ Mühlviertel                       | Sabrina Filzmoser   | [ 44 ] [ 45 ]               |
| 2008   | ÖMM der Frauen    | LZ Wels                 | UJZ Mühlviertel        |                                       |                     | [ 46 ] [ 47 ] [ 48 ]        |
| 2007   | ÖMM der Frauen    | JU Pinzgau              | Galaxy Tigers          | JZ Innsbruck                          |                     | [ 49 ] [ 50 ]               |
| 2007   | ÖMM der Frauen    | JU Pinzgau              | Galaxy Tigers          | Samurai Wien                          |                     | [ 49 ] [ 50 ]               |
| 2006   | ÖMM der Frauen    | Union Graz              | Samurai Wien           | UJZ Mühlviertel                       |                     | [ 51 ] [ 52 ]               |
| 2006   | ÖMM der Frauen    | Union Graz              | Samurai Wien           | LZ Wels                               |                     | [ 51 ] [ 52 ]               |
| 2005   | ÖMM der Frauen    | JU Pinzgau              | UJZ Mühlviertel        | LZ Wels                               |                     | [ 51 ] [ 53 ] [ 54 ] [ 55 ] |
| 2004   | ÖMM der Frauen    | JC Vienna Samurai       |                        |                                       |                     | [ 56 ] [ 57 ]               |
| 2003   | ÖMM der Frauen    | JC Vienna Samurai       | Judoteam Zeltweg       | ESV Sanjindo                          |                     | [ 56 ] [ 58 ] [ 59 ]        |
| 2002   | ÖMM der Frauen    | Sanjindo Bischofshofen  |                        |                                       |                     | [ 60 ]                      |
| 2001   | ÖMM der Frauen    | JGV Wien                | UJZ Mühlviertel        | PSV Salzburg                          |                     | [ 61 ] [ 62 ]               |
| 2000   | ÖMM der Frauen    | JC Vienna Samurai       | ASVÖ Salzburg          |                                       |                     | [ 63 ] [ 64 ]               |
| 1999   | ÖMM der Frauen    | SV Straßwalchen         |                        |                                       |                     | [ 65 ] [ 66 ]               |
| 1998   | ÖMM der Frauen    | Straßwalchen            | Samurai Vienna         | ESV Sanjindo                          |                     | [ 67 ]                      |
| 1997   | ÖMM der Frauen    | JGV Wien                |                        |                                       |                     |                             |
| 1996   | ÖMM der Frauen    | Straßwalchen            | ESV Sanjindo           | JGV Wien                              |                     | [ 69 ]                      |
| 1995   | ÖMM der Frauen    | WKG Salzburg            | JGV Wien               |                                       |                     | [ 70 ]                      |
| 1994   | ÖMM der Frauen    | ASV ÖGJ Salzburg        | JGV Wien               | WKG ASKÖ Salzburg                     |                     | [ 71 ]                      |
| 1993   | ÖMM der Frauen    | JC Vienna Samurai       |                        |                                       |                     |                             |
| 1992   | ÖMM der Frauen    | Union Leibnitz          | JGV Wien               | WKG ASKÖ Salzburg                     |                     | [ 72 ]                      |
| 1992   | ÖMM der Frauen    | Union Leibnitz          | JGV Wien               | ASV ÖGJ Salzburg                      |                     | [ 72 ]                      |
| 1991   | ÖMM der Frauen    | JGV Wien                | WKG ASKÖ Salzburg      |                                       |                     | [ 73 ]                      |
| 1990   | ÖMM der Frauen    | JGV Wien                | WKG Innsbruck/Kufstein | ASVÖ Salzburg                         |                     | [ 74 ]                      |
| 1990   | ÖMM der Frauen    | JGV Wien                | WKG Innsbruck/Kufstein | Straßwalchen                          |                     | [ 74 ]                      |
| 1989   | ÖMM der Frauen    | JGV Wien                | SV Straßwalchen        | PSV Salzburg                          |                     | [ 75 ]                      |
| 1989   | ÖMM der Frauen    | JGV Wien                | SV Straßwalchen        | WKG Innsbruck/Kufstein                |                     | [ 75 ]                      |
| 1988   | ÖMM der Frauen    | JGV Wien                |                        |                                       |                     |                             |
| 1987   | ÖMM der Frauen    | JGV Wien                | ASKÖ Salzburg          |                                       |                     | [ 77 ]                      |
| 1986   | ÖMM der Frauen    | Union Leibnitz-Eichfeld | SV Bürmoos             | JGV Wien                              |                     | [ 78 ]                      |
| 1986   | ÖMM der Frauen    | Union Leibnitz-Eichfeld | SV Bürmoos             | ASKÖ Salzburg                         |                     | [ 78 ]                      |
| 1985   | ÖMM der Frauen    | JGV Wien                |                        |                                       |                     |                             |
| 1984   | ÖMM der Frauen    | JGV Wien                | PSV Salzburg           | ASKÖ Salzburg                         |                     | [ 79 ]                      |
| 1983   | ÖMM der Frauen    | JGV Wien                | PSV Salzburg           |                                       |                     | [ 79 ]                      |
| 1982   | ÖMM der Frauen    | PSV Salzburg            | JGV Wien               | UJZ Mühlviertel                       |                     | [ 80 ]                      |
| 1981   | ÖMM der Frauen    | JGV Wien                | PSV Salzburg           | Judo Center Ybbstal                   |                     | [ 81 ]                      |
| 1981   | ÖMM der Frauen    | JGV Wien                | PSV Salzburg           | ULZ Hohenems                          |                     | [ 81 ]                      |